# Escut de Benillup
L'escut de Benillup és un símbol representatiu oficial de Benillup, municipi del País Valencià, a la comarca del Comtat. Té el següent blasonament:
| « | Escut quadrilong de punta redona. Truncat. Al primer quarter, d'argent, un llop passant de sable, linguat i armat de gules. Al segon quarter, en camp d'or, quatre bandes de sable. Al timbre, una corona reial oberta. | » |

## Història
Fou aprovat per Resolució de 4 de maig de 2010, del conseller de Solidaritat i Ciutadania, publicada al DOCV núm. 6.266, de 13 de maig de 2010.
El llop és un senyal parlant referent al nom de la localitat, provinent de l'àrab bani ('fills') i del nom propi masculí d'origen llatí Lupus ('Llop'). A la segona partició de l'escut es veuen les armes dels Fenollar, senyors del poble al segle xvii, que històricament s'ha conegut amb el nom de Benillup de Fenollar.